# 1587
1587 (MDLXXXVII) fue un año común comenzado en jueves del calendario gregoriano y un año común comenzado en domingo del calendario juliano.

## Acontecimientos
- 2 de febrero: tiene lugar el primer conflicto del denominado Pleito de los naturales por la posesión de la imagen de la Virgen de Candelaria, patrona de Canarias.
- 29 de abril: en el sur de España, el corsario británico Francis Drake saquea Cádiz.
- 31 de agosto: Un gran terremoto provoca mucha destrucción en San Antonio de Pichincha y pueblos vecinos (en el actual país de Ecuador). Grandes y profundas grietas por las que brotó agua negra y de mal olor. En Guallabamba: enormes grietas. En Cayambe se desplomaron muchas casas. Desbordamiento e inundaciones en el lago San Pablo. Las crónicas dicen que el sismo "duró como media hora": se deduce que se produjeron gran número de réplicas inmediatas. Continuaron las réplicas por varios días. Más de 160 muertos.
- 7 de diciembre: finaliza el primer conflicto del denominado Pleito de los naturales por la posesión de la imagen de la Virgen de Candelaria, patrona de Canarias.
- 29 de diciembre: en el Teatro de la Cruz de Madrid (España) la policía detiene y encarcela a Lope de Vega, acusado de difamación.
- Finalizan las obras para la construcción del Palacio de la Chancillería (Granada), que se iniciaron en 1531.* En Roanoke (Virginia) Se funda la primera colonia de la América anglohablante.
- En Roma (Italia) el papa Sixto V aprueba la Letanía de la Santísima Virgen María.
- En el Imperio safávida accede al trono el Sha Abás, cuyo reinado marca el apogeo político y cultural de la dinastía.

## Arte y literatura
- Teatro isabelino.
- Christopher Marlowe.
- Tamburlaine.
- Torcuato Tasso: Cartas poéticas.
- Los herederos del escritor Nicolo Machiavelli editan Historias florentinas a los 60 años de su muerte.

## Ciencia y tecnología
- Giordano Bruno: De la lámpara combinatoria luliana.

## Nacimientos
- 5 de enero: Xu Xiake, geógrafo chino (f. 1641).
- 6 de enero: Gaspar de Guzmán, aristócrata español conocido como el conde de Olivares (f. 1645).
- 18 de septiembre: Francesca Caccini, compositora y cantante italiana (f. después de 1641).
- Masatomo Sumitomo, empresario japonés, fundador de la empresa Sumitomo (que actualmente todavía existe).

## Fallecimientos
- 8 de febrero: María Estuardo, reina escocesa.
- Adriaen Coenen, Pescador y Biólogo aficionado